# Ejido General Álvaro Obregón
Ejido General Álvaro Obregón är en ort i Mexiko.   Den ligger i kommunen Mexicali och delstaten Baja California, i den nordvästra delen av landet, 2 200 km nordväst om huvudstaden Mexico City. Ejido General Álvaro Obregón ligger 17 meter över havet och antalet invånare är 140.
Terrängen runt Ejido General Álvaro Obregón är mycket platt. Runt Ejido General Álvaro Obregón är det ganska tätbefolkat, med 58 invånare per kvadratkilometer. Närmaste större samhälle är Hermosillo, 12,6 km öster om Ejido General Álvaro Obregón. Trakten runt Ejido General Álvaro Obregón består till största delen av jordbruksmark.